# Dombasle-devant-Darney
Dombasle-devant-Darney là một xã, nằm ở tỉnh Vosges trong vùng Grand Est của Pháp. Xã này có diện tích 8,73 km², dân số năm 1999 là 90 người. Xã này nằm ở khu vực có độ cao trung bình 320 m trên mực nước biển.

## Biến động dân số
| 1962                                         | 1968 | 1975 | 1982 | 1990 | 1999 |
| -------------------------------------------- | ---- | ---- | ---- | ---- | ---- |
| 78                                           | 100  | 81   | 106  | 110  | 90   |
| Số liệu từ năm 1962: Dân số không tính trùng |      |      |      |      |      |